# Dark Angel (együttes)
A Dark Angel egy thrash metal együttes. 1981-ben alakultak a kaliforniai Downey városban. Eleinte Shellshock volt a nevük, később változtatták meg Dark Angelre. Első stúdióalbumukat 1985-ben jelentették meg. 1991-ig négy stúdióalbumot adtak ki. Három korszakuk volt: először 1981-től 1992-ig működtek, majd 2002-től 2005-ig. Ekkor feloszlottak, majd 2013-ban újból összeálltak, és a mai napig működnek.
Az együttes újjáalakulása óta tervezi egy új nagylemez kiadását, de eddig még nem vált valóra az elképzelés. Gene Hoglan szerint a zenekar továbbra is dolgozik egy vadonatúj stúdióalbumon. A zenekar az 1990-es évek egyik legnagyobb thrash metal együttesének számít.

## Tagok
- Jim Durkin - gitár (1981-1989, 2013-)
- Eric Meyer - gitár (1984-1992, 2002-2005, 2013-)
- Gene Hoglan - dobok (1984-1992, 2002-2005, 2013-)
- Mike Gonzalez - basszusgitár (1986-1992, 2013-)
- Ron Rinehart - ének (1987-1992, 2002-2005, 2013-)

## Diszkográfia
- We Have Arrived (1985)
- Darkness Descends (1986)
- Leave Scars (1989)
- Time Does Not Heal (1991)